# Becca di Gay
La Becca di Gay (pron. fr. ghé - in francese, Pic de Gay) (3621 m s.l.m.) è una montagna del Massiccio del Gran Paradiso nelle Alpi Graie. Si trova lungo la linea di confine tra la Valle d'Aosta ed il Piemonte.

## Caratteristiche
La montagna è collocata tra la Punta di Ceresole (ad ovest) e la Roccia Viva (ad est).

## Salita alla vetta

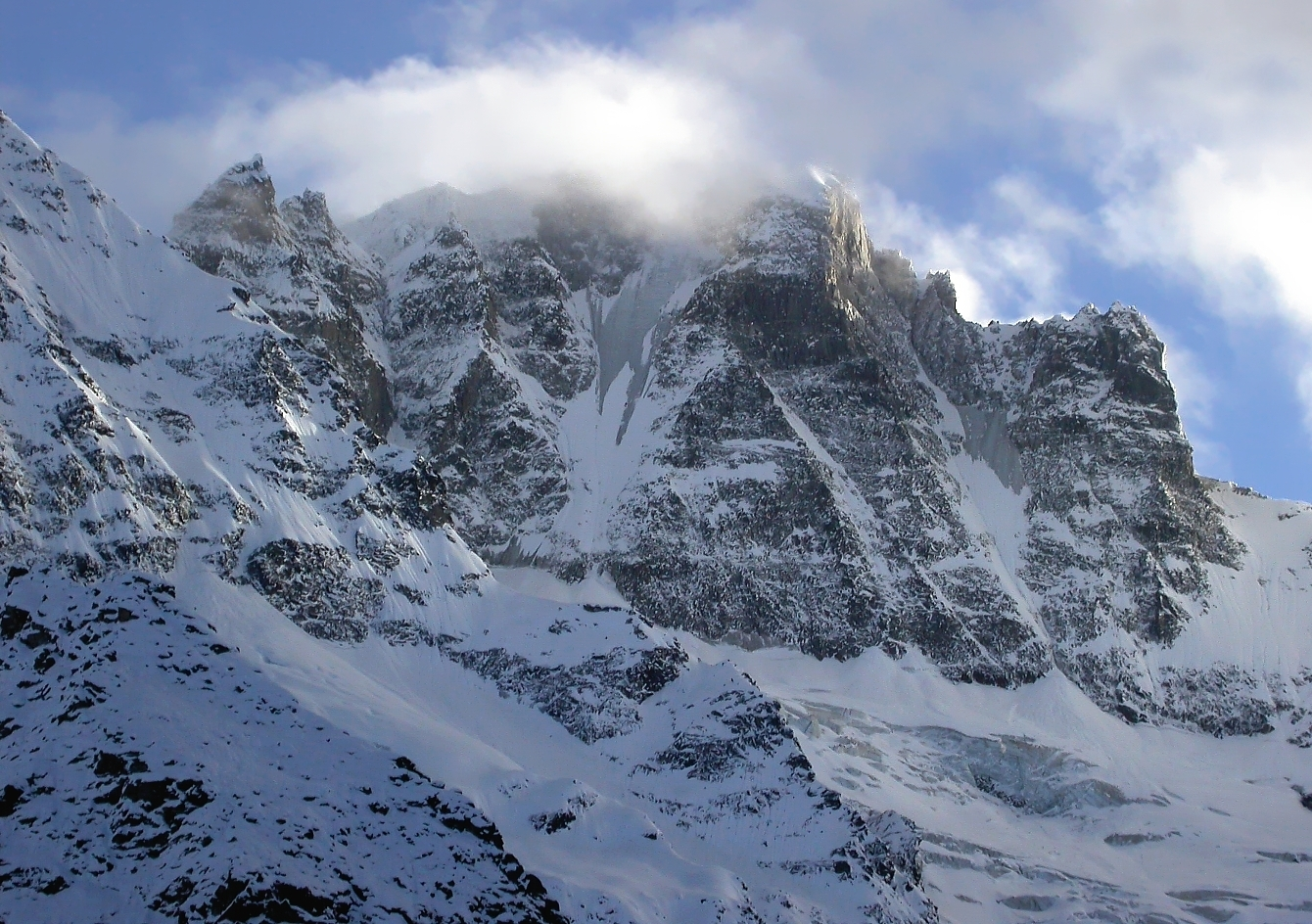
La Becca di Gay versante N

La prima salita alla vetta risale al 14 giugno 1875 ad opera di L. Vaccarone, P. Palestrino, A. Castagneri, A Boggiatto e G. Bricco.
Oggi è possibile salire sulla vetta dal versante piemontese partendo dal Rifugio Pontese (2.217 m) nel Vallone di Piantonetto oppure dal versante valdostano partendo dal Bivacco Borghi (2.686 m).